# チンバイ (ジョチ家)
チンバイ（モンゴル語: Čimbai、生没年不詳）は、チンギス・カンの長男のジョチの息子で、モンゴル帝国の皇族。『集史』などのペルシア語史料ではجیمبای（jīmbāy）と記される。

## 概要
『集史』「ジョチ・ハン紀」によると、チンバイはジョチの六男であり、兄にはオルダ（長男）、バトゥ（次男）、ベルケ（三男）らがいた。チンバイについてはほとんど記録がなく、どのような生涯を送ったかはほとんど不明であるが、後述するようにジョチ・ウルスの中の「右翼ウルス」の統治者であったと考えられている。
『集史』によると、チンバイにはヒンドゥとトゥドゥズという息子がおり、ヒンドゥの息子のイェグは「チンバイの死後、まる2年間、君主として統治した」という。この記述からはチンバイ-イェグという家系が独自の勢力を有する君主であったことが窺える。更に、イェグの息子のタカチュもまた「自らのウルスを支配」しており、「トクタ・ハンによって処刑された」と伝えられる。以上のように、チンバイ-イェグ-タカチュらが「君主として」「支配するウルス」は、従来より知られる中央＝バトゥ・ウルス、左翼＝オルダ・ウルスに並ぶ「右翼ウルス」であると考えられている。
一方、「右翼の将」として名高い同時代のノガイは史料上で「ウルスの君主」と言及されることは一切なく、チンバイ家は右翼ウルスの本家筋、ノガイは右翼ウルスの中でも新興の家系という関係であったとみられる。ノガイは最終的にトクタ・ハンと争って没落しており、タカチュが「トクタによって処刑された」というのもトクタとノガイの争いに巻き込まれた結果であり、この時「右翼ウルス」はトクタによって解体されたものとみられる。これを裏付けるように、『ムイーン史選』はトクタの治世からジョチ・ウルスが「右翼＝バトゥ・ウルス＝青帳」と「左翼＝オルダ・ウルス＝白帳」に分裂するようになったという逸話を伝えている。
ただし、トクタの時代に「右翼ウルス」が解体された後もチンバイ家はバトゥ家やオルダ家にも並ぶ高貴な家系であるとみなされていたようで、ウズベク・ハンによってマムルーク朝のナースィル・ムハンマドに嫁がされたトルンバイは先述のタカチュの娘であると伝えられている。

## 子孫
『集史』「ジョチ・ハン紀」第1部チンバイの条では、チンバイに2人の息子（イェグとトゥドゥズ）がいたこと、彼等の息子と孫の世代までの人名が記されている。
- ジョチ(Jöči ＞朮赤/zhúchì,جوچى خان/jūchī khān)
  - チンバイ(Čimbai ＞جیمبای/jīmbāy)
    - イェグ(Yegü ＞یاکو/yākū)
      - タカチュ(Taqaču ＞طاقاجو/ṭāqājū)
        - トルンバイ(Tolunbay ＞طولنبی/ṭulunbay)

      - クンデレン(Kündelen ＞کونیجیک قونیچى/kūndālān)
      - ジャライルタイ(J̌alayirtai ＞جلایرتای/jalāyirtāy)

    - トゥドゥズ(Tuduz ＞تویداقور/tūydākūr)
      - マジャル(Mačar ＞ماجار/mājār)
        - メリク(Meleg ＞ملک/malik)
        - ホージャ・テムル(Qoča temür ＞خوجه تمور/khūja timūr)
        - クルトカチュク(Ourtqa čuγ ＞قورتقاجوق/qūrtqājūq)

      - タリヤチ(Tariači ＞تاریاجی/tāriyājī)